# Тепик (муниципалитет)
Тепик (исп. Tepic) — муниципалитет в Мексике, штат Наярит, с административным центром в одноимённом городе. Численность населения, по данным переписи 2010 года, составила 380 249 человек.

## Общие сведения
Название Tepic с языка науатль можно перевести, по-разному: как «место массивных камней», как «населённая местность» или как «кукурузное место».
Площадь муниципалитета равна 1635 км², что составляет 5,8 % от территории штата. Он граничит с другими муниципалитетами Наярита: на севере с Сантьяго-Искуинтлой и Эль-Наяром, на востоке с Санта-Мария-дель-Оро, на юге с Халиско, и на западе с Сан-Бласом.

## Учреждение и состав
Муниципалитет был образован в 1917 году. В состав муниципалитета входит 172 населённых пункта, самые крупные из которых:
| код INEGI | Населённый пункт                                          | Численность населения (2005 год) | Численность населения (2010 год) |
| 017       | Всего                                                     | 336 403                          | 380 249                          |
| 0001      | Тепик (административный центр)                            | 295 204                          | 332 863                          |
| 0122      | Франсиско-Мадеро (Пуга) (исп. Francisco I. Madero (Puga)) | 6 587                            | 7 091                            |
| 0151      | Сан-Каетано (исп. San Cayetano)                           | 4 568                            | 4 345                            |
| 0110      | Камичи-де-Хауха (исп. Camichí de Jauja)                   | 2 358                            | 2 322                            |
| 0106      | Бельявиста (исп. Bellavista)                              | 2 310                            | 2 291                            |
| 0128      | Эль-Хикоте (исп. El Jicote)                               | 1 642                            | 1 882                            |
| 0104      | Атоналиско (исп. Atonalisco)                              | 1 557                            | 1 711                            |
| 0141      | Сантьяго-де-Почотитан (исп. Santiago de Pochotitán)       | 1 580                            | 1 668                            |